# Blattstab

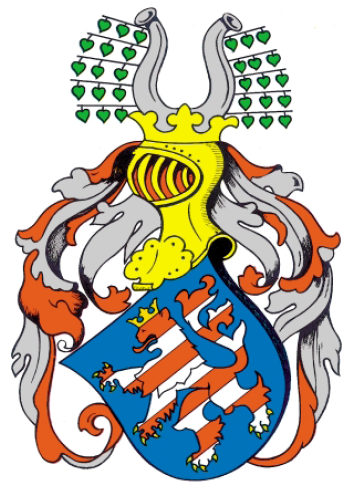
Vollwappen des Wettiner Landgrafen Albrecht um 1265

Der Blattstab gehört in der Heraldik zum Oberwappen und ist ein Helmkleinod. An diesem Stab werden in der Regel Lindenblätter angebracht. Der Blattstab wird überwiegend paarig verwendet und kann auch mehrere Reihen von Blättern, wie auf eine Wäscheleine gehängt, haben. Die Wappenbeschreibung sollte so eindeutig sein, dass ein Nachzeichnen möglich ist. Im Kärntner Wappen beispielsweise: zwei goldene Büffelhörner, außen mit je fünf goldenen Blattstäbe besteckt, von denen rechts je drei schwarze, links je drei rote Lindenblätter herabhängen.
Die Blattstäbe können an Lanzen, Stangen oder auch an Hörnern gesteckt werden, wobei eine Symmetrie immer im Vordergrund steht.
Die Tingierung kann alle heraldische Farben zeigen, wird aber dem Schild entsprechend angepasst.

Kärntner Wappen
Mit Blattstäbe besteckte Hörner im Schild als Wappenfigur (selten, hier im Wappen von Kirtorf)